# 曆 (用品)

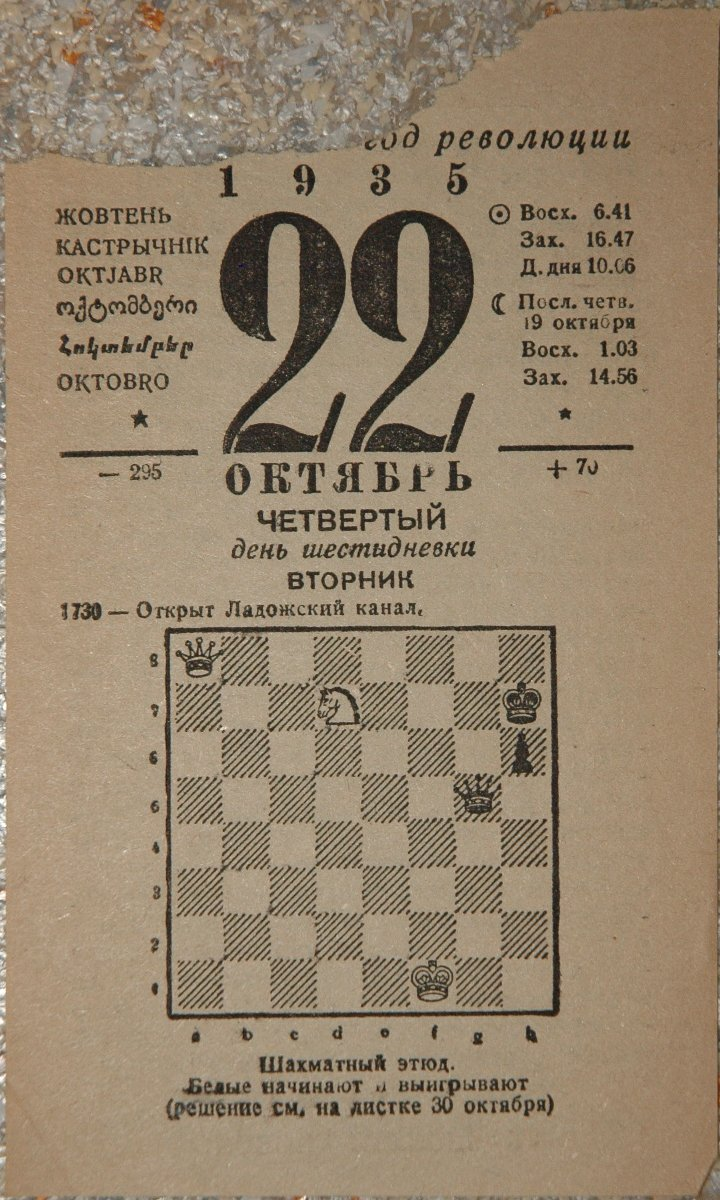
附有西洋棋棋謎的蘇聯日曆

曆是一種日常使用的出版物，用於記載時間。每頁顯示一日的叫日曆，每頁顯示一個月的叫月曆，每頁顯示全年的叫年曆。有多種形式，如掛曆、座檯曆、年曆卡等，近年又有電子日曆。
月曆常會配以圖像作為裝飾，月份牌就是月曆的其中一種裝飾畫。

## 日曆
基本格式
- 西曆年份，台湾日历有中華民國紀元年份。一般均列於上方。
- 月份。
- 以大字顯示當日日期。通常非假日的星期一至五用黑/藍色字，星期六昔日使用綠色，實施週休二日後改為紅色，週日一律為紅色。
- 星期。
- 華夏曆法日期、節氣。
- 當日的運程等預測。

選項
- 節日名稱。(當日以紅色印刷，昔日國定假日還會印上國旗)
- 商店名稱。(列印贈送商家名稱、地址、電話於下方。)
- 有些星期六、日會印成一張。

## 月曆
- 一體式月曆，為每月一幅，分別有十二張年畫，日期顯示於下方。
- 二體式月曆，上方通常為一個「福」字，下方為日期，並以小字顯示上、下月日期。

## 年曆
年曆將十二個月的日期顯示於一本之上，其他訊息相對較少。

## 儒略曆
1582年10月4日並沒有10月5日改為10月15日或之前第10天內儒略曆表及格里高利曆表將每一年有十二個月的日期顯示上於一本之下，其他訊息相對較少。
| 日 | 一 | 二 | 三 | 四 | 五 | 六 |
| -- | -- | -- | -- | -- | -- | -- |
|    | 1  | 2  | 3  | 4  | 15 | 16 |
| 17 | 18 | 19 | 20 | 21 | 22 | 23 |
| 24 | 25 | 26 | 27 | 28 | 29 | 30 |
| 31 |    |    |    |    |    |    |

## 格里高利曆
1582年10月2日現在曾採用儒略曆後並沒有10月3日改為10月15日或之前第12天內，1582年10月15日或之前並沒有10月3日改為以格里高利曆表將每一年有十二個月的日期顯示上於一本之下，其他訊息相對較少。
| 日 | 一 | 二 | 三 | 四 | 五 | 六 |
| -- | -- | -- | -- | -- | -- | -- |
|    |    |    | 1  | 2  | 15 | 16 |
| 17 | 18 | 19 | 20 | 21 | 22 | 23 |
| 24 | 25 | 26 | 27 | 28 | 29 | 30 |
| 31 |    |    |    |    |    |    |